# Club Atlético Colegiales (Munro)
O Club Atlético Colegiales, também conhecido como Colegiales, é um clube de futebol argentino localizado na cidade de Munro, no município de Vicente López, na província de Buenos Aires. Foi fundado em 1 de abril de 1908 como Libertarios Unidos Football Club e ostenta as cores                azul, amarelo e vermelho.
Sua principal atividade esportiva é o futebol profissional. O clube disputa a Primeria nacional, a segunda divisão do sistema de ligas de futebol argentino, desde que alcançou o acesso com o título da Primeria B metropolitana de 2024. O clube manda seus jogos no estádio Libertarios Unidos, do qual é proprietário, e cuja inauguração ocorreu em 23 de outubro de 1948. A praça esportiva, localizada em Florida Oeste, no  barrio de Munro, cidade de Vicente López, provincia de Buenos Aires, conta com capacidade para 5 000 espectadores.

## Títulos
| NACIONAIS | NACIONAIS                | NACIONAIS  | NACIONAIS | NACIONAIS                 | NACIONAIS    |
| Divisão   | Competição               | Associação | Títulos   | Temporadas                | Ref.         |
| --------- | ------------------------ | ---------- | --------- | ------------------------- | ------------ |
| Segunda   | Primera División B       | AFA        | 1         | 1928                      | [ 8 ] [ 9 ]  |
| Terceira  | Tercera División         | AFA        | 2         | 1947 e 2024               | [ 9 ] [ 10 ] |
| Terceira  | Primera División Amateur | AFA        | 1         | 1955                      | [ 9 ] [ 10 ] |
| Quarta    | Primera División C       | AFA        | 3         | 1992–93, 2002–03, 2007–08 | [ 9 ] [ 11 ] |

## Rivalidade
Disuputa seu clássico moderno contra o San miguel. Um dos clásscos de maior rivalidade da zona norte de Buenos aires. O Colegiales possue 16 vitórias, San miguel 12 e 10 empates no retrospecto total. 